# Dakotaraptor

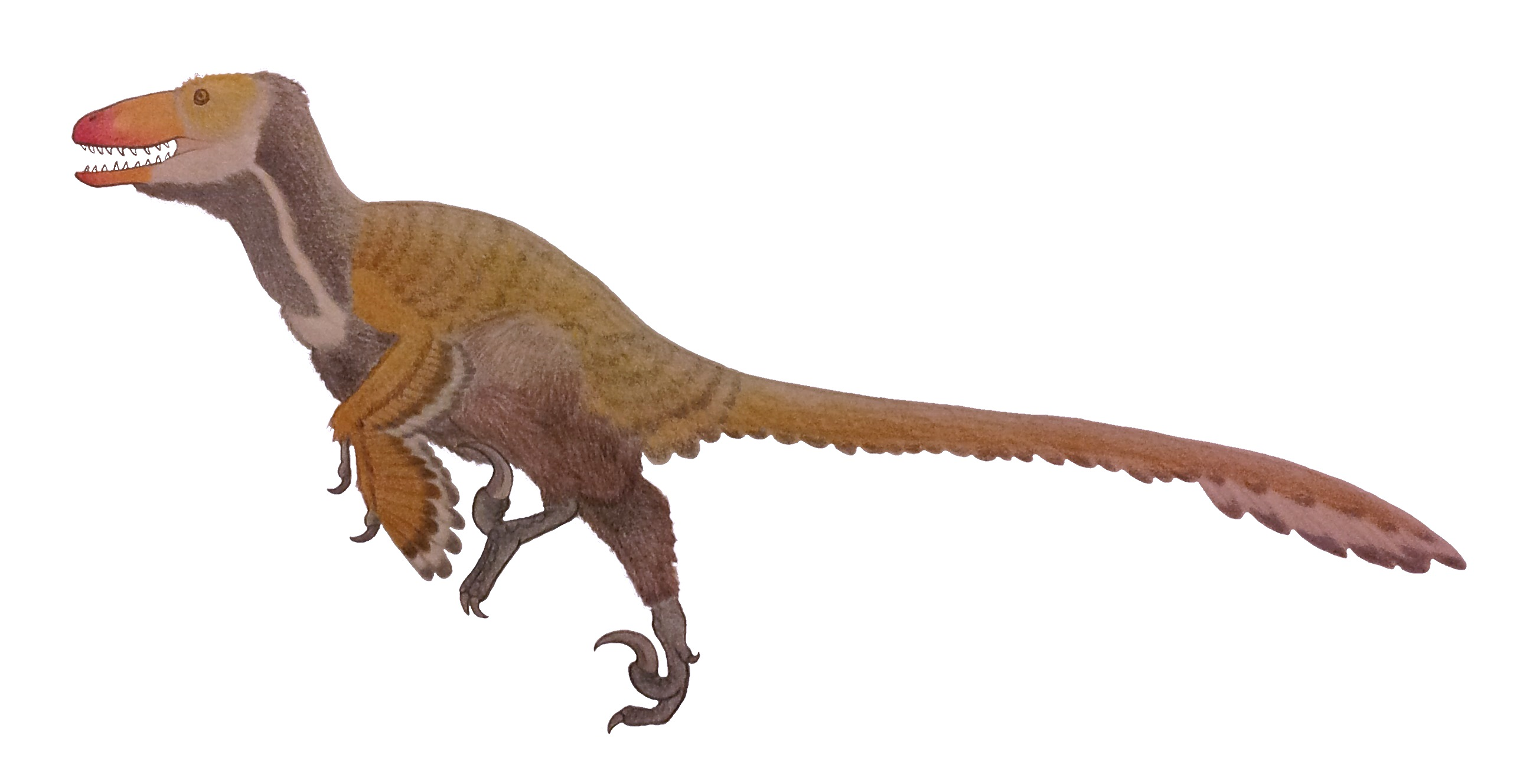
Dakotaraptor steini

Dakotaraptor steini is een vleesetende theropode dinosauriër, behorend tot de Maniraptora, die tijdens het late Krijt leefde in het gebied van het huidige Noord-Amerika.
De eerste fossielen van Dakotaraptor werden ontdekt in 2005. Het geslacht kreeg in 2015 zijn naam die zoiets als "rover van Dakota" betekent toen de typesoort Dakotaraptor steini benoemd werd. Van Dakotaraptor zijn maar beperkte resten bekend en een schedel ontbreekt nog.
Dakotaraptor werd vijf à zes meter lang en tweehonderd kilogram zwaar. Het was een tweevoeter waarvan de horizontale romp in evenwicht gehouden werd door een stijve staart die als een balanceerstok werkte. Hij was bevederd en had grote vleugels maar was als volwassen dier te zwaar om te vliegen. Aan zijn lange achterpoten had hij een grote sikkelklauw waarmee hij in een trappende beweging zijn prooi kon verwonden. Ondanks zijn grootte was Dakotaraptor tamelijk lichtgebouwd. Vermoedelijk joeg hij op wat kleinere planteneters die hij met hoge snelheid achtervolgde. De grotere planteneters in zijn leefgebied werden bejaagd door Tyrannosaurus rex. Die was kennelijk in het algemeen een succesvollere jager want Dakotaraptor lijkt vrij zeldzaam te zijn geweest.

## Vondst en naamgeving
In 2005 ontdekte Robert DePalma in een beenderlaag in Harding County, South Dakota een skelet van een grote dromaeosauride. Later werden op dezelfde locatie een kleiner skelet en losse tanden opgegraven, te midden van overvloedig overig fossiel materiaal dat in 2010 door DePalma in een master's thesis beschreven werd.
In 2015 benoemden en beschreven Robert A. DePalma, David A. Burnham, Larry Dean Martin, Peter Lars Larson en Robert Thomas Bakker de typesoort Dakotaraptor steini. De geslachtsnaam is een combinatie van de naam van de staat South Dakota — wat meteen beoogt werd als een verwijzing naar de stam de Dakota — met raptor, Latijn voor "rover". De soortaanduiding eert Walter William Stein, de directeur van het commerciële PaleoAdventures.

Een diagram van de gevonden skeletelementen

Het holotype, PBMNH.P.10.113.T, is gevonden in een laag zandsteen van de bovenste Hell Creek Formation. De laag bevindt zich slechts twintig meter onder de Krijt-Paleogeengrens en dateert dus uit het laatste Maastrichtien, ongeveer zesenzestig miljoen jaar oud. Het holotype bestaat uit een gedeeltelijk skelet zonder schedel van een volwassen individu. Bewaard zijn gebleven: een stuk wervellichaam van een ruggenwervel; tien staartwervels; een vorkbeen; beide opperarmbeenderen; beide ellepijpen; beide spaakbeenderen; het eerste en tweede rechtermiddenhandsbeen; drie stukken klauw van de linkerhand; het rechterdijbeen; beide scheenbeenderen; een linkersprongbeen; een linkerhielbeen; het tweede, derde en vierde linkermiddenvoetsbeen; het vierde rechtermiddenvoetsbeen; de tweede rechtervoetklauw; en de derde rechtervoetklauw. Daarnaast zijn verschillende botten toegewezen die meer lichtgebouwd waren en daarom geacht werden niet aan het holotype te hebben kunnen toebehoord. Wellicht behoren aan een tweede kleiner individu. Deze omvatten: PBMNH.P.10.115.T: een rechterscheenbeen; PBMNH.P.10.118.T: een verbonden linkersprongbeen en hielbeen; en KUVP 152429: een vorkbeen. Verder zijn vier losse tanden toegewezen: de specimina PBMNH.P.10.119.T, PBMNH.P.10.121.T,
PBMNH.P.10.122.T, en PBMNH.P.10.124.T. De voornoemde fossielen maken grotendeels deel uit van de collectie van The Palm Beach Museum of Natural History in Florida. Ook toegewezen zijn een enkel los bot en een losse tand die bij een andere gelegenheid zijn opgegraven: NCSM 13170: een vorkbeen en KUVP 156045: een losse tand. De "vorkbeenderen" bleken later delen van schildpadschilden te zijn.

## Beschrijving

### Grootte en onderscheidende kenmerken

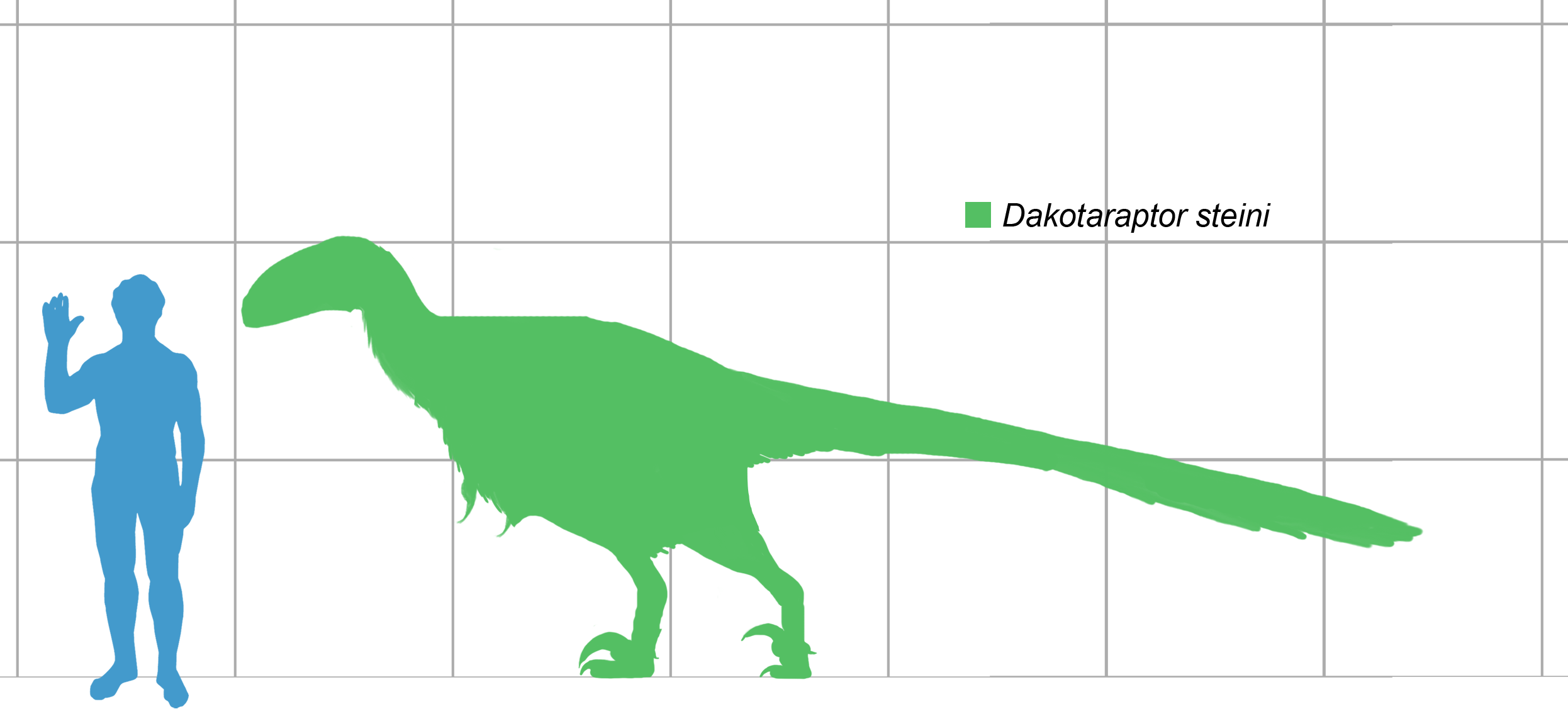
Dakotaraptor in grootte vergeleken met een mens

Dakotaraptor is een grote dromaeosauride. De lichaamslengte is geschat op vijfenhalve meter wat een gewicht impliceert van een tweehonderd kilogram. Binnen de Dromaeosauridae is alleen Utahraptor duidelijk groter.
Behalve de grootte hebben de beschrijvers nog tien andere onderscheidende kenmerken vastgesteld. Op de vierde voetklauw is de bult voor de aanhechting van de pees van de buigende spier gereduceerd in grootte. De "bloedgroeve" op de buitenste zijkant van de vierde voetklauw is over de helft van zijn onderste breedte overkapt zodat een buisvormige beenstructuur ontstaat. De tweede en derde voetklauwen hebben een scherpe kiel aan de onderzijde. De tweede voetklauw, de "sikkelklauw", heeft ongeveer 29% van de dijbeenlengte. Op het scheenbeen is de kam van de crista fibularis lang en lichtgebouwd met een afstaande hoogte die niet groter uitvalt dan 9% van de lengte van de kam. De bovenrand van de crista fibularis loopt uit in een haak. Bij het tweede middenhandsbeen is van de onderste gewrichtsknobbels de buitenste haast even groot als de binnenste. De buitenzijde van het tweede middenhandsbeen heeft slechts een ondiepe groeve voor het kapsel dat het met het derde middenhandsbeen verbindt. Als de arm naar buiten gestrekt is, is de rand tussen het gewrichtsvlak van het tweede middenhandsbeen met de pols en het bovenvlak van de schacht in bovenaanzicht recht. De tanden hebben op de achterste snijrand vijftien tot twintig vertandingen per strekkende vijf millimeter en op de voorrand twintig tot zevenentwintig vertandingen.

### Skelet

#### Tanden

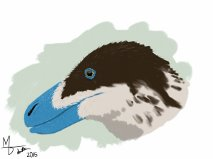
Het hoofd van Dakotaraptor is onbekend

De tanden hebben de algemene dromaeosauride vorm: ze zijn dolkvormig, afgeplat en hebben grotere vertandingen op de achterrand. Op de achterrand lopen de vertandingen door tot aan de basis van de kroon; op de voorrand houden ze na een derde van de randlengte op. De dichtheid van de vertandingen, hoewel op zich uniek, lijkt het meest op dat van Dromaeosaurus en Deinonychus.
De enige bekende ruggenwervel heeft een geschatte oorspronkelijke lengte van zeven centimeter. Door de beschadigingen is goed te zien dat de wervel sterk gepneumatiseerd is met veel luchtholten of trabeculae.

#### Wervelkolom
Een wervel uit de middelste staart is bewaard gebleven. Die heeft door zich achterliggende positie al geen doornuitsteeksel of zijuitsteeksels meer. Wel zijn de voorste gewrichtsuitsteeksels extreem verlengd tot minstens dertien centimeter bij een centrumlengte van zeven centimeter. De draadvormige uitsteeksels moeten dus zeker twee voorliggende wervels overlapt hebben en wellicht veel meer want ze zijn afgebroken. Normaliter zouden tien wervels overlapt zijn bij een lengte van zeventig centimeter. Hun vorm lijkt op die van Deinonychus met een ovale dwarsdoorsnede aan de basis die uitloopt in een ronde dwarsdoorsnede. De uitsteeksels leiden tot de typische dromaeosauride verstijving van de staart. De wervel heeft een middengroeve op de onderkant. Verder is er een reeks van acht achterste staartwervels bewaard, vermoedelijk uit de posities dertig tot veertig. Deze wervels zijn langgerekt en smal, met nog steeds een lengtegroeve op de onderkant. Een van de wervels toont een geheelde verwonding, alsof er ooit iets zwaars op de staart heeft gestaan.

#### Voorste ledematen

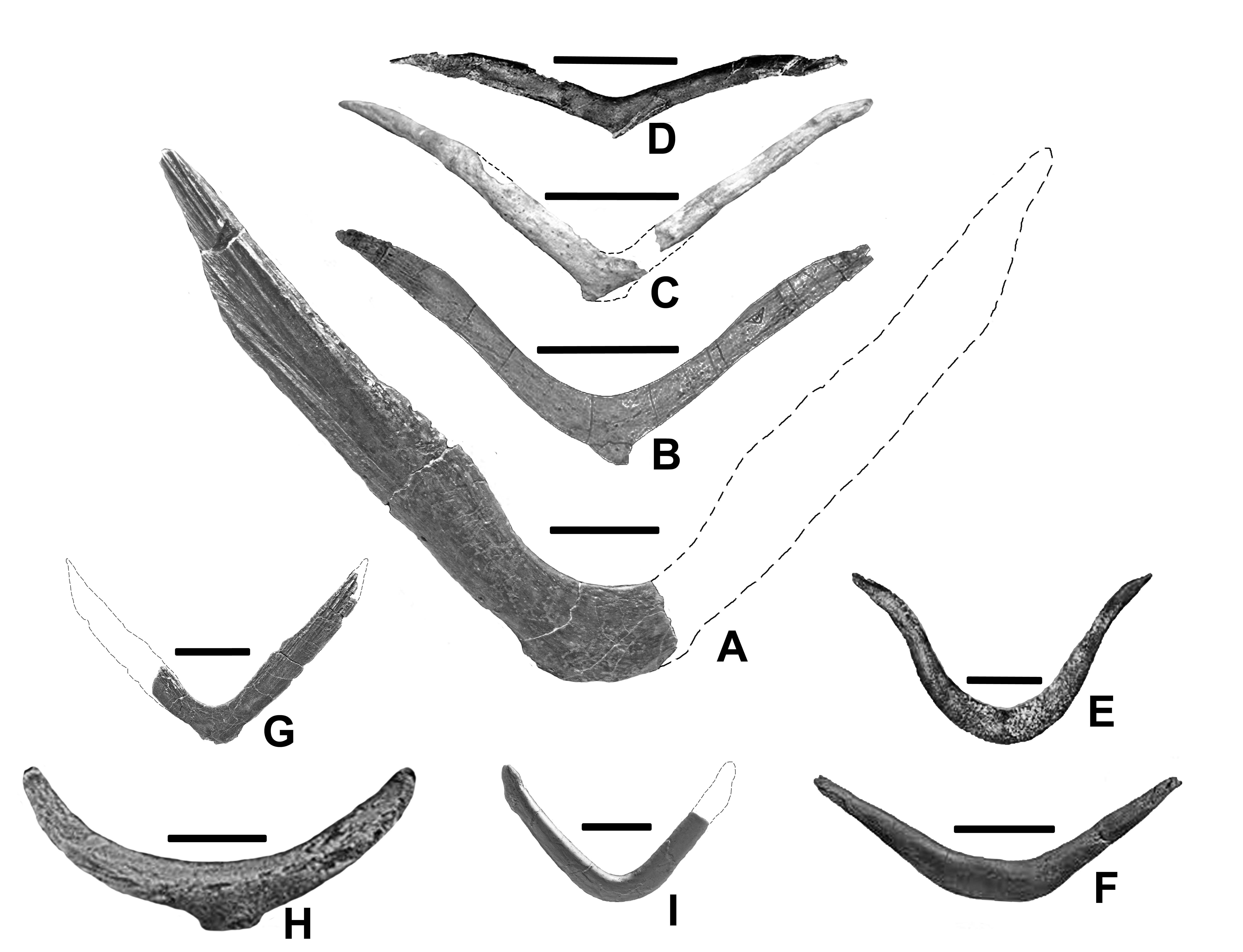
Het eigenaardige vorkbeen toegewezen aan Dakotaraptor (A) vergeleken met dat van andere theropoden; later bleek het een stuk van het plastron van een schildpad

Het vermeende vorkbeen was afgeplat met een schijfvormige doorsnede overdwars. Iedere tak van het vorkbeen had een lengte van tien centimeter en liep uit in een afgeronde punt, zonder spits epicleidum. De onderzijde van het vorkbeen toonde vele kleine openingen, misschien met een pneumatisch karakter. De uiteinden van de takken hadden over een derde van de lengte aan beide zijden diepe evenwijdige groeven, vermoedelijk ter aanhechting van kapsels. Dit wijkt af van de situatie bij andere dromaeosauriden, maar lijkt op de toestand bij moderne vogels. Van bezijden bezien lagen de takken in één vlak, zonder naar achter te krommen. De takken ontmoeten elkaar in een afgerond hypocleidum met een ondiepe trog op de achterzijde. Ondanks de afronding had het vorkbeen meer een V-vorm dan een U-vorm. Bij het holotype maakten de takken een hoek van 86° met elkaar; bij de andere twee gevonden vorkbeenderen waren de hoeken 87° en 88°. De morfologie van het vorkbeen is zeer eigenaardig voor een theropode en een studie door Hans-Dieter Sues stelde nog in 2015 dat het bij de gevonden furculae in feite gaat om delen van het schild van schildpadden, vermoedelijk het entoplastron van Axestemys splendida, een lid van de Trionychidae. In 2016 werd dit door de beschrijvers toegegeven en in een corrigendum verwijderden ze één vorkbeen uit het hypodigma en de andere twee uit het toegewezen materiaal.
Het opperarmbeen heeft een lengte van ongeveer tweeëndertig centimeter. De deltopectorale kam loopt vrij geleidelijk in de schacht over, net als bij Bambiraptor maar anders dan bij Deinonychus. De schacht is lang en slank met een ovale dwarsdoorsnede. De schacht is iets naar binnen gebogen, anders dan bij de rechte schacht van Deinonychus. De ellepijp heeft een lengte van zesendertig centimeter. Dat maakt dat bovenarm en onderarm samen 22% langer zijn dan het dijbeen. De ellepijp is langwerpig met een ronde dwarsdoorsnede maar toch vrij robuust als bij andere grote dromaeosauriden, zoals Utahraptor en Achillobator. De ellepijp is licht gebogen; de buiging geldt als een aanpassing aan het vliegen. De verbredingen aan de uiteinden wijzen op relatief sterke kapselverbindingen. Op de uitstekende lengterichel aan de onderzijde van de schacht zijn in het midden tien gelijkmatig verdeelde papillae ulnares zichtbaar met een doorsnede van acht tot tien centimeter. Deze bulten dienden als aanhechtingspunten voor de remiges secundarii, de slagpennen van de onderarm. Hun grote doorsnede wijst erop dat dit aanzienlijke veren moeten zijn geweest. Bij het holotype zijn de richels beschadigd en als ze over de volle lengte van het bot doorliepen was er ruimte voor ongeveer vijftien bulten. Veertien soortgelijke aanhechtingspunten zijn aangetroffen op de onderarm van Velociraptor. Ze vormen een directe aanwijzing voor de aanwezigheid van een verenkleed zodat Dakotaraptor bewijsbaar tot de gevederde dinosauriërs behoort. Dat was overigens gezien de verwantschappen van Dakotaraptor al erg waarschijnlijk en een afwezigheid van de papillae impliceert ook geen afwezigheid van de veren: veel moderne vogels missen ze. Ze zijn vooral een teken dat de vleugel zwaar belast werd en dus kennelijk functioneel gebruikt. Het is wel gedacht dat grote dromaeosauriden als Utahraptor geen verenkleed bezaten omdat ze ook zonder wel warm konden blijven maar Dakotaraptor weerlegt die hypothese. Het onderste gewrichtsvlak heeft een driehoekige dwarsdoorsnede. De schacht van het linkeropperarmbeen toont een botafwijking die vermoedelijk het gevolg was van schade door een stoot. Het spaakbeen heeft een lengte van tweeëndertig centimeter. Het is tamelijk robuust en recht met een ronde tot D-vormige dwarsdoorsnede.
Het eerste middenhandsbeen is robuust met een lengte van vijfenzeventig millimeter. Het tweede middenhandsbeen heeft een lengte van dertien centimeter. Het heeft rechte zijkanten en de onderste gewrichtsknobbels waaieren niet naar bezijden uit. De binnenste knobbel is iets groter dan de buitenste. Het onderste scharniergewricht wijst op een relatief geringe bewegingsvrijheid van de tweede vinger. Van de buitenhoek van het driehoekige bovenvlak uit loopt een opvallende richel over ongeveer een derde van de schacht. De rand van dit gewrichtsvlak met de voorkant, of bovenkant als de arm als zijdelings gestrekt wordt gezien, is recht in plaats van golvend. Het tweede middenhandsbeen is bovenop vrij glad en kan als aanhechting gediend hebben voor een deel van de handveren. De bewaarde vingerfragmenten tonen weinig details maar duiden zoals bij alle dromaeosauriden op zware kapsels en een geringe bewegingsvrijheid van de gewrichten; beide kenmerken zijn mogelijke aanpassingen voor een vliegende levenswijze. De vleugelspanwijdte van Dakotaraptor is geschat op minstens 120 centimeter, ervan uitgaande dat de handveren de vleugellengte niet vergrootten; bij sommige dromaeosauriden zijn ze driemaal langer dan de hand zelf wat de spanwijdte op 180 centimeter zou brengen.

#### Achterste ledematen

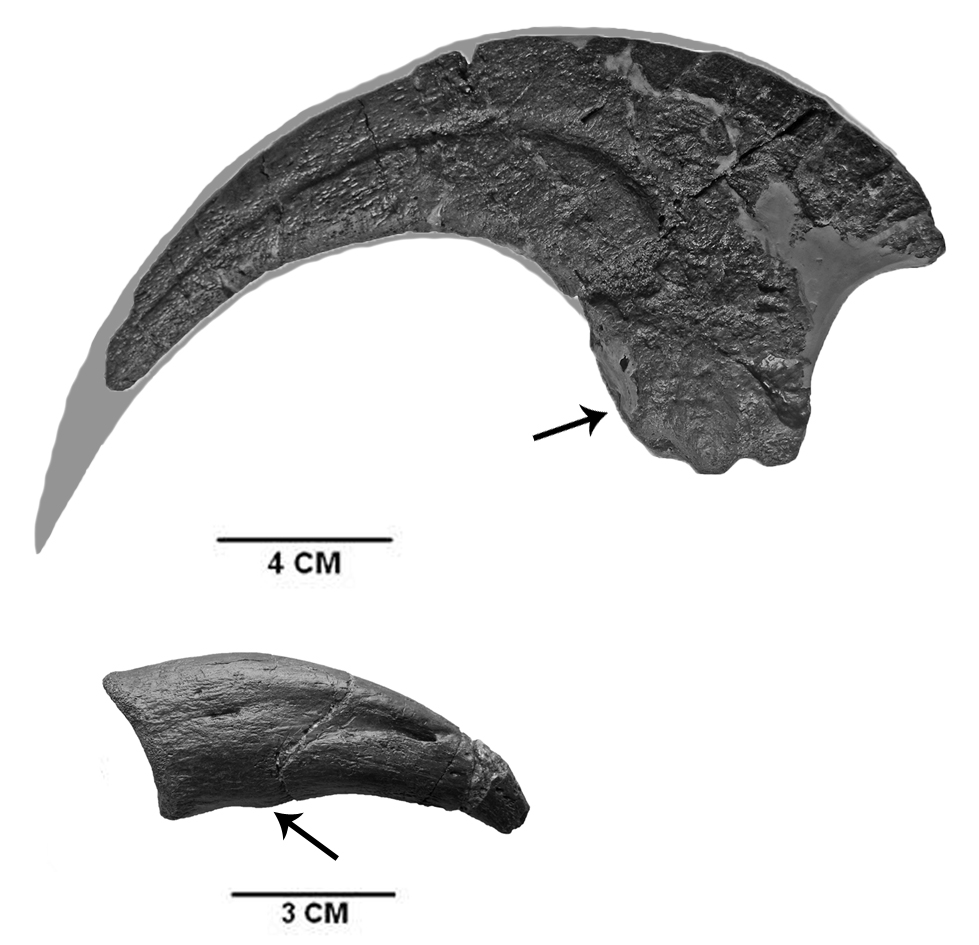
Twee voetklauwen: bovenaan de beruchte "sikkelklauw" van de tweede teen, onderaan de veel kleinere derde klauw met het eigenaardige tunnelvormige uiteinde van de zijgroeve

De lengte van het dijbeen is 558 millimeter, 17% korter dan het scheenbeen; bij Utahraptor is verhouding ongeveer een op een. Het dijbeen is vrij lichtgebouwd en lijkt op dat van de veel kleinere vorm Mahakala, niet op de veel robuustere femora van Achillobator of Utahraptor. De schacht is matig naar voren gebogen. De dijbeenkop heeft de vorm van een halve bol aan het uiteinde van een schuin omhoog gerichte nek. De trochanter minor is van de trochanter major gescheiden door een ondiepe kloof. De vierde trochanter bestaat slechts in de vorm van een lage langwerpige verheffing. Op de achterste onderkant van het dijbeen bevindt zich een langwerpige verticale ruwe richel voor de aanhechting van de spieren die het been richting lichaam trokken.
Het scheenbeen is lang maar lichtgebouwd, zeker in vergelijking met dat van Utahraptor. Met een lengte van 673 millimeter bij het holotype is het de langste dromaeosauride tibia die bekend is. Het is 21% langer dan het dijbeen. Bij specimen PBMNH.P.10.115.T is de scheenbeenlengte 485 millimeter. Het bot is recht met evenwijdige zijkanten. De crista cnemialis van de voorste bovenkant eindigt bovenaan in een haakvormig naar voren gericht uitsteeksel, in de zin dat het bovenvlak in een bolling overgaat in de voorkant waarvan de lijn plots haaks naar achteren voortgezet wordt. Van het bovenvlak is de buitenste naar achteren gerichte lob vrij klein, niet breder dan de breedte overdwars van de crista cnemialis. De crista fibularis, de kam die contact maakt met het kuitbeen, heeft ook een haakvormig uitsteeksel aan de bovenzijde maar dat is naar boven gericht: in plaats van geleidelijk in de schacht over te gaan, is de kam van boven hol ingekeept. Zo'n structuur is uniek in de Theropoda. De achterkant van de crista fibularis wordt doorboord door een foramen. Het sprongbeen en hielbeen zijn vergroeid, net als bij Bambiraptor, en samen ongeveer tweemaal zo breed als het scheenbeen aan de onderkant waarvan ze verbonden zijn. Het hielbeen zit vast aan de voorste onderkant van het scheenbeen en toont een klein contactfacet voor het kuitbeen dat kennelijk naar onderen uitliep in een zeer dunne schacht. De opgaande tak van het sprongbeen strekt zich bijna over de volle onderste helft van het scheenbeen uit en is asymmetrisch waarbij de punt meer naar de buitenste zijkant ligt.
De middenvoet is relatief langgerekt met een geschatte lengte voor het derde middenvoetsbeen van tweeëndertig centimeter. Het vierde middenvoetsbeen is negenentwintig centimeter lang en iets smaller dan het vrij robuuste tweede middenvoetsbeen dat een lengte van 247 millimeter bezit. Bovenbeen en onderbeen samen zijn aldus 3,85 keer langer dan de middenvoet, een erg lage verhouding voor een dromaeosauride van deze grootte: bij Utahraptor bedraagt die 5,72.
De beruchte "sikkelklauw" van de Dromaeosauridae, de geheven gehouden tweede voetklauw, is bij Dakotaraptor zeer groot met een doorsnede van zestien centimeter en een lengte gemeten over de buitenste kromme van vierentwintig centimeter. De klauw heeft 29% van de lengte van het dijbeen, vergeleken met 23% bij Deinonychus. De klauw is sterk overdwars afgeplat met een druppelvormige doorsnede waarbij de scherpe rand naar beneden gericht is. De klauw is robuust en niet heel sterk gekromd en lijkt hierin meer op die van Utahraptor dan die van Deinonychus. De verheffing voor de pees van de buigende spier, waarop dus de kracht uitgeoefend werd om naar beneden te kunnen klauwen, is groot, voorbij de onderrand van het gewrichtsvlak naar beneden uitstekend. De "bloedgroeven" van beide zijden — die in feite dienden om de hoornschacht beter te verankeren — zijn beid even diep maar de buitenste is hoger gelegen. De derde voetklauw is veel kleiner met een lengte van zeven centimeter van punt tot gewrichtsvlak en negen centimeter over de buitenste kromme gemeten. Aan de basis heeft deze klauw een ronde dwarsdoorsnede. Meer naar de punt toe is de dwarsdoorsnede druppelvormig met een scherpe onderste kiel. Het gewrichtsvlak loopt naar boven uit in een naar achteren overhangende "lip". Ook hier ligt de buitenste groeve op de zijkant hoger. De groeve begint achteraan bij de peesbult en loopt naar voren uit in een beentunnel die de helft van de groeflengte beslaat. Dit is een zeldzaam kenmerk. De groeve aan de binnenzijde is veel ondieper en mist de buisvormige structuur.

## Fylogenie

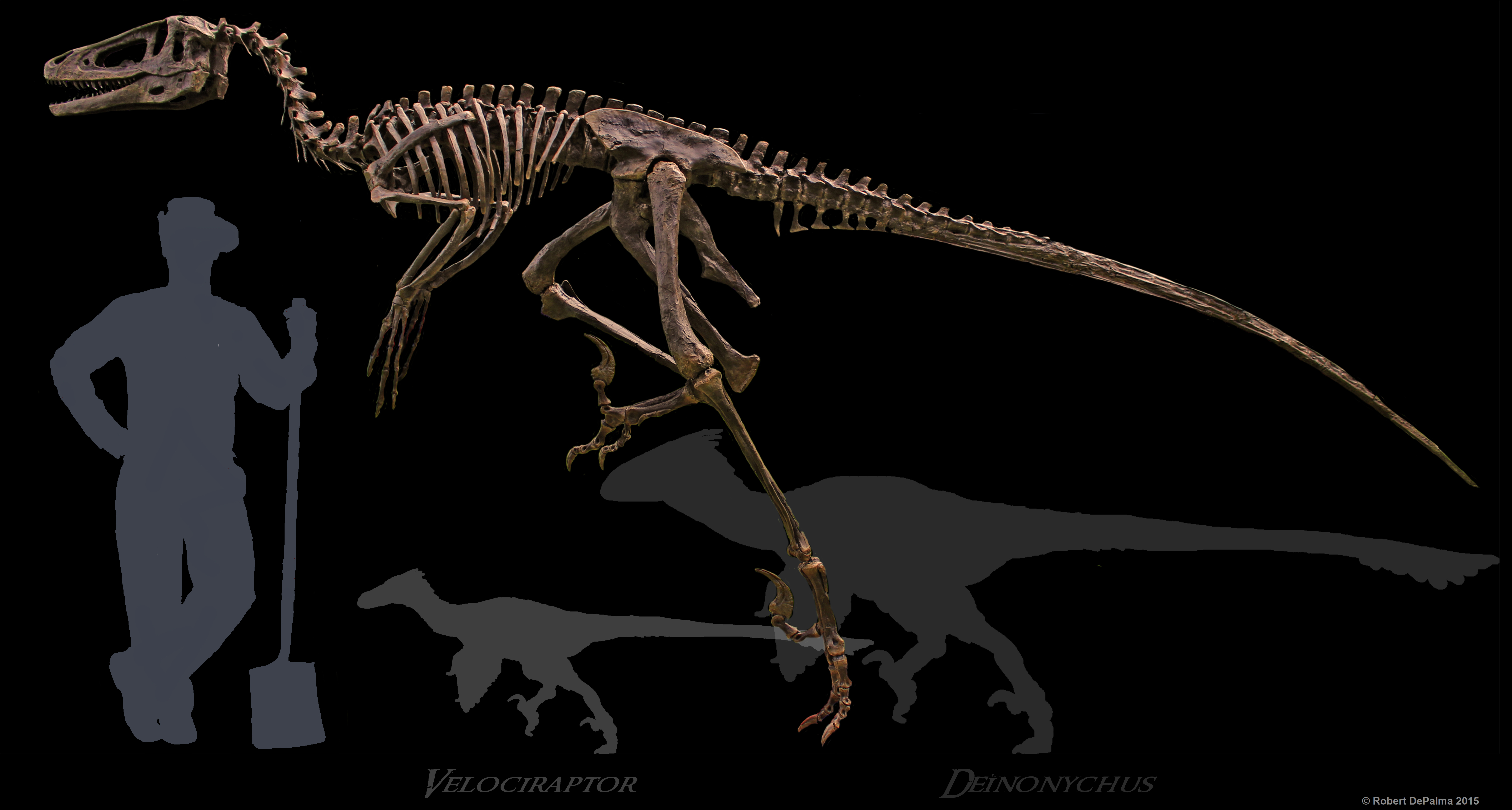
Een skeletmodel in het Smithsonian Institute vergeleken met profielen van Velociraptor en Deinonychus; door een te sterke strekking van de achterpoot lijkt Dakotaraptor wat hoger dan hij in werkelijkheid was

Dakotaraptor werd in de Dromaeosauridae geplaatst. Volgens een cladistische analyse was het de zustersoort van Dromaeosaurus. Beide soorten vormden een klade met Utahraptor welke aftakking weer het nauwst verwant was met Achillobator. Op die manier zouden alle drie grote dromaeosauriden, Achillobator, Utahraptor en Dakotaraptor nauwe verwanten zijn binnen de Dromaeosaurinae, ondanks een groot verschil in ouderdom en geografisch voorkomen. De beschrijvers gingen er, gezien zijn proporties die overeenkomen met kleinere soorten, echter van uit dat de grote omvang van Dakotaraptor apart was ontwikkeld.
De gevonden positie in de evolutionaire stamboom wordt weergegeven door dit kladogram.
|  | Utahraptor                                                     |
|  |                                                                |
|  | \| \| Dakotaraptor \| \| \| \| \| \| Dromaeosaurus \| \| \| \| |
|  |                                                                |
|  | Dakotaraptor                                                   |
|  |                                                                |
|  | Dromaeosaurus                                                  |
|  |                                                                |

|  | Dakotaraptor  |
|  |               |
|  | Dromaeosaurus |
|  |               |

|  | Utahraptor                                                     |
|  |                                                                |
|  | \| \| Dakotaraptor \| \| \| \| \| \| Dromaeosaurus \| \| \| \| |
|  |                                                                |
|  | Dakotaraptor                                                   |
|  |                                                                |
|  | Dromaeosaurus                                                  |
|  |                                                                |

|  | Dakotaraptor  |
|  |               |
|  | Dromaeosaurus |
|  |               |

|  | Utahraptor                                                     |
|  |                                                                |
|  | \| \| Dakotaraptor \| \| \| \| \| \| Dromaeosaurus \| \| \| \| |
|  |                                                                |
|  | Dakotaraptor                                                   |
|  |                                                                |
|  | Dromaeosaurus                                                  |
|  |                                                                |

|  | Dakotaraptor  |
|  |               |
|  | Dromaeosaurus |
|  |               |

|  | Utahraptor                                                     |
|  |                                                                |
|  | \| \| Dakotaraptor \| \| \| \| \| \| Dromaeosaurus \| \| \| \| |
|  |                                                                |
|  | Dakotaraptor                                                   |
|  |                                                                |
|  | Dromaeosaurus                                                  |
|  |                                                                |

|  | Dakotaraptor  |
|  |               |
|  | Dromaeosaurus |
|  |               |

|  | Utahraptor                                                     |
|  |                                                                |
|  | \| \| Dakotaraptor \| \| \| \| \| \| Dromaeosaurus \| \| \| \| |
|  |                                                                |
|  | Dakotaraptor                                                   |
|  |                                                                |
|  | Dromaeosaurus                                                  |
|  |                                                                |

|  | Dakotaraptor  |
|  |               |
|  | Dromaeosaurus |
|  |               |

|  | Utahraptor                                                     |
|  |                                                                |
|  | \| \| Dakotaraptor \| \| \| \| \| \| Dromaeosaurus \| \| \| \| |
|  |                                                                |
|  | Dakotaraptor                                                   |
|  |                                                                |
|  | Dromaeosaurus                                                  |
|  |                                                                |

|  | Dakotaraptor  |
|  |               |
|  | Dromaeosaurus |
|  |               |

|  | Utahraptor                                                     |
|  |                                                                |
|  | \| \| Dakotaraptor \| \| \| \| \| \| Dromaeosaurus \| \| \| \| |
|  |                                                                |
|  | Dakotaraptor                                                   |
|  |                                                                |
|  | Dromaeosaurus                                                  |
|  |                                                                |

|  | Dakotaraptor  |
|  |               |
|  | Dromaeosaurus |
|  |               |

|  | Utahraptor                                                     |
|  |                                                                |
|  | \| \| Dakotaraptor \| \| \| \| \| \| Dromaeosaurus \| \| \| \| |
|  |                                                                |
|  | Dakotaraptor                                                   |
|  |                                                                |
|  | Dromaeosaurus                                                  |
|  |                                                                |

|  | Dakotaraptor  |
|  |               |
|  | Dromaeosaurus |
|  |               |

|  | Utahraptor                                                     |
|  |                                                                |
|  | \| \| Dakotaraptor \| \| \| \| \| \| Dromaeosaurus \| \| \| \| |
|  |                                                                |
|  | Dakotaraptor                                                   |
|  |                                                                |
|  | Dromaeosaurus                                                  |
|  |                                                                |

|  | Dakotaraptor  |
|  |               |
|  | Dromaeosaurus |
|  |               |

|  | Utahraptor                                                     |
|  |                                                                |
|  | \| \| Dakotaraptor \| \| \| \| \| \| Dromaeosaurus \| \| \| \| |
|  |                                                                |
|  | Dakotaraptor                                                   |
|  |                                                                |
|  | Dromaeosaurus                                                  |
|  |                                                                |

|  | Dakotaraptor  |
|  |               |
|  | Dromaeosaurus |
|  |               |

|  | Utahraptor                                                     |
|  |                                                                |
|  | \| \| Dakotaraptor \| \| \| \| \| \| Dromaeosaurus \| \| \| \| |
|  |                                                                |
|  | Dakotaraptor                                                   |
|  |                                                                |
|  | Dromaeosaurus                                                  |
|  |                                                                |

|  | Dakotaraptor  |
|  |               |
|  | Dromaeosaurus |
|  |               |

|  | Utahraptor                                                     |
|  |                                                                |
|  | \| \| Dakotaraptor \| \| \| \| \| \| Dromaeosaurus \| \| \| \| |
|  |                                                                |
|  | Dakotaraptor                                                   |
|  |                                                                |
|  | Dromaeosaurus                                                  |
|  |                                                                |

|  | Dakotaraptor  |
|  |               |
|  | Dromaeosaurus |
|  |               |

|  | Utahraptor                                                     |
|  |                                                                |
|  | \| \| Dakotaraptor \| \| \| \| \| \| Dromaeosaurus \| \| \| \| |
|  |                                                                |
|  | Dakotaraptor                                                   |
|  |                                                                |
|  | Dromaeosaurus                                                  |
|  |                                                                |

|  | Dakotaraptor  |
|  |               |
|  | Dromaeosaurus |
|  |               |

|  | Utahraptor                                                     |
|  |                                                                |
|  | \| \| Dakotaraptor \| \| \| \| \| \| Dromaeosaurus \| \| \| \| |
|  |                                                                |
|  | Dakotaraptor                                                   |
|  |                                                                |
|  | Dromaeosaurus                                                  |
|  |                                                                |

|  | Dakotaraptor  |
|  |               |
|  | Dromaeosaurus |
|  |               |

|  | Utahraptor                                                     |
|  |                                                                |
|  | \| \| Dakotaraptor \| \| \| \| \| \| Dromaeosaurus \| \| \| \| |
|  |                                                                |
|  | Dakotaraptor                                                   |
|  |                                                                |
|  | Dromaeosaurus                                                  |
|  |                                                                |

|  | Dakotaraptor  |
|  |               |
|  | Dromaeosaurus |
|  |               |

|  | Utahraptor                                                     |
|  |                                                                |
|  | \| \| Dakotaraptor \| \| \| \| \| \| Dromaeosaurus \| \| \| \| |
|  |                                                                |
|  | Dakotaraptor                                                   |
|  |                                                                |
|  | Dromaeosaurus                                                  |
|  |                                                                |

|  | Dakotaraptor  |
|  |               |
|  | Dromaeosaurus |
|  |               |

|  | Utahraptor                                                     |
|  |                                                                |
|  | \| \| Dakotaraptor \| \| \| \| \| \| Dromaeosaurus \| \| \| \| |
|  |                                                                |
|  | Dakotaraptor                                                   |
|  |                                                                |
|  | Dromaeosaurus                                                  |
|  |                                                                |

|  | Dakotaraptor  |
|  |               |
|  | Dromaeosaurus |
|  |               |

|  | Utahraptor                                                     |
|  |                                                                |
|  | \| \| Dakotaraptor \| \| \| \| \| \| Dromaeosaurus \| \| \| \| |
|  |                                                                |
|  | Dakotaraptor                                                   |
|  |                                                                |
|  | Dromaeosaurus                                                  |
|  |                                                                |

|  | Dakotaraptor  |
|  |               |
|  | Dromaeosaurus |
|  |               |

|  | Utahraptor                                                     |
|  |                                                                |
|  | \| \| Dakotaraptor \| \| \| \| \| \| Dromaeosaurus \| \| \| \| |
|  |                                                                |
|  | Dakotaraptor                                                   |
|  |                                                                |
|  | Dromaeosaurus                                                  |
|  |                                                                |

|  | Dakotaraptor  |
|  |               |
|  | Dromaeosaurus |
|  |               |

|  | Utahraptor                                                     |
|  |                                                                |
|  | \| \| Dakotaraptor \| \| \| \| \| \| Dromaeosaurus \| \| \| \| |
|  |                                                                |
|  | Dakotaraptor                                                   |
|  |                                                                |
|  | Dromaeosaurus                                                  |
|  |                                                                |

|  | Dakotaraptor  |
|  |               |
|  | Dromaeosaurus |
|  |               |

|  | Utahraptor                                                     |
|  |                                                                |
|  | \| \| Dakotaraptor \| \| \| \| \| \| Dromaeosaurus \| \| \| \| |
|  |                                                                |
|  | Dakotaraptor                                                   |
|  |                                                                |
|  | Dromaeosaurus                                                  |
|  |                                                                |

|  | Dakotaraptor  |
|  |               |
|  | Dromaeosaurus |
|  |               |

|  | Utahraptor                                                     |
|  |                                                                |
|  | \| \| Dakotaraptor \| \| \| \| \| \| Dromaeosaurus \| \| \| \| |
|  |                                                                |
|  | Dakotaraptor                                                   |
|  |                                                                |
|  | Dromaeosaurus                                                  |
|  |                                                                |

|  | Dakotaraptor  |
|  |               |
|  | Dromaeosaurus |
|  |               |

|  | Utahraptor                                                     |
|  |                                                                |
|  | \| \| Dakotaraptor \| \| \| \| \| \| Dromaeosaurus \| \| \| \| |
|  |                                                                |
|  | Dakotaraptor                                                   |
|  |                                                                |
|  | Dromaeosaurus                                                  |
|  |                                                                |

|  | Dakotaraptor  |
|  |               |
|  | Dromaeosaurus |
|  |               |

|  | Utahraptor                                                     |
|  |                                                                |
|  | \| \| Dakotaraptor \| \| \| \| \| \| Dromaeosaurus \| \| \| \| |
|  |                                                                |
|  | Dakotaraptor                                                   |
|  |                                                                |
|  | Dromaeosaurus                                                  |
|  |                                                                |

|  | Dakotaraptor  |
|  |               |
|  | Dromaeosaurus |
|  |               |

|  | Utahraptor                                                     |
|  |                                                                |
|  | \| \| Dakotaraptor \| \| \| \| \| \| Dromaeosaurus \| \| \| \| |
|  |                                                                |
|  | Dakotaraptor                                                   |
|  |                                                                |
|  | Dromaeosaurus                                                  |
|  |                                                                |

|  | Dakotaraptor  |
|  |               |
|  | Dromaeosaurus |
|  |               |

|  | Utahraptor                                                     |
|  |                                                                |
|  | \| \| Dakotaraptor \| \| \| \| \| \| Dromaeosaurus \| \| \| \| |
|  |                                                                |
|  | Dakotaraptor                                                   |
|  |                                                                |
|  | Dromaeosaurus                                                  |
|  |                                                                |

|  | Dakotaraptor  |
|  |               |
|  | Dromaeosaurus |
|  |               |

|  | Utahraptor                                                     |
|  |                                                                |
|  | \| \| Dakotaraptor \| \| \| \| \| \| Dromaeosaurus \| \| \| \| |
|  |                                                                |
|  | Dakotaraptor                                                   |
|  |                                                                |
|  | Dromaeosaurus                                                  |
|  |                                                                |

|  | Dakotaraptor  |
|  |               |
|  | Dromaeosaurus |
|  |               |

|  | Utahraptor                                                     |
|  |                                                                |
|  | \| \| Dakotaraptor \| \| \| \| \| \| Dromaeosaurus \| \| \| \| |
|  |                                                                |
|  | Dakotaraptor                                                   |
|  |                                                                |
|  | Dromaeosaurus                                                  |
|  |                                                                |

|  | Dakotaraptor  |
|  |               |
|  | Dromaeosaurus |
|  |               |

|  | Utahraptor                                                     |
|  |                                                                |
|  | \| \| Dakotaraptor \| \| \| \| \| \| Dromaeosaurus \| \| \| \| |
|  |                                                                |
|  | Dakotaraptor                                                   |
|  |                                                                |
|  | Dromaeosaurus                                                  |
|  |                                                                |

|  | Dakotaraptor  |
|  |               |
|  | Dromaeosaurus |
|  |               |

|  | Utahraptor                                                     |
|  |                                                                |
|  | \| \| Dakotaraptor \| \| \| \| \| \| Dromaeosaurus \| \| \| \| |
|  |                                                                |
|  | Dakotaraptor                                                   |
|  |                                                                |
|  | Dromaeosaurus                                                  |
|  |                                                                |

|  | Dakotaraptor  |
|  |               |
|  | Dromaeosaurus |
|  |               |

|  | Utahraptor                                                     |
|  |                                                                |
|  | \| \| Dakotaraptor \| \| \| \| \| \| Dromaeosaurus \| \| \| \| |
|  |                                                                |
|  | Dakotaraptor                                                   |
|  |                                                                |
|  | Dromaeosaurus                                                  |
|  |                                                                |

|  | Dakotaraptor  |
|  |               |
|  | Dromaeosaurus |
|  |               |

|  | Utahraptor                                                     |
|  |                                                                |
|  | \| \| Dakotaraptor \| \| \| \| \| \| Dromaeosaurus \| \| \| \| |
|  |                                                                |
|  | Dakotaraptor                                                   |
|  |                                                                |
|  | Dromaeosaurus                                                  |
|  |                                                                |

|  | Dakotaraptor  |
|  |               |
|  | Dromaeosaurus |
|  |               |

De beschrijvers gebruikten in de fylogenetische analyse een matrix van de Theropod Working Group. Andrea Cau heeft de gegevens van Dakotaraptor ingevoerd in zijn "Megamatrix", een meta-analyse die de gebruikte kenmerken van alle tot nu toe ontwikkelde matrices combineert en daarin valt Dakotaraptor op een meer basale positie uit, als zustersoort van de klade Dromaeosaurinae plus Velociraptorinae. Werd daarbij implied weighting toegepast, waarbij aan kenmerken minder gewicht wordt toegekend naarmate ze vaker in de stamboom opduiken als apart ontwikkelde homoplasieën en dus meer het risico lopen een onjuiste verwantschap aan te geven, dan was Dakotaraptor een velociraptorine. Dat past weer goed bij zijn lichtere bouw en het feit dat de enige andere benoemde dromaeosauride uit het Maastrichtien van Noord-Amerika, Acheroraptor, ook een lid van de Velociraptorinae is.

## Levenswijze

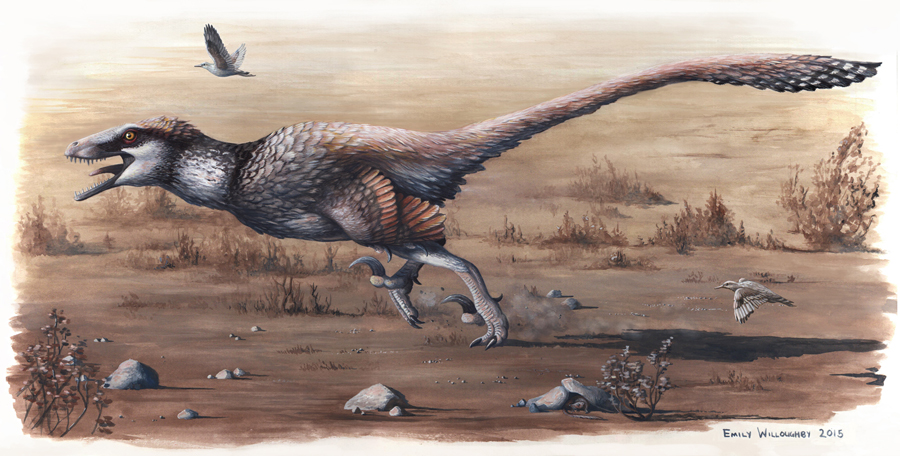
Door zijn lange benen was Dakotaraptor goed aangepast aan de achtervolgingsjacht

Het leefgebied van Dakotaraptor bestond uit halfopen wouden die bevolkt werden door verschillende planteneters variërend van kleine Euornithopoda en middelgrote Pachycephalosauridae tot grote Ceratopidae, Hadrosauridae en Nodosauridae.

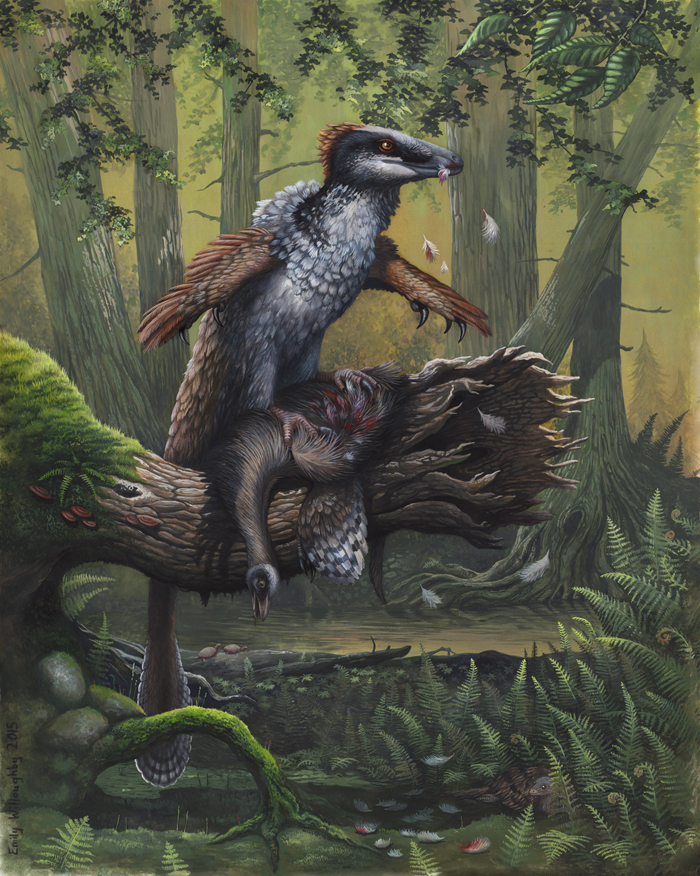
Dakotaraptor kan zijn vleugels gebruikt hebben om het evenwicht te bewaren terwijl hij een prooi vastklemde zoals hier Ornithomimus

Voor de fauna van de Hell Creek werd tot de ontdekking van Dakotaraptor aangenomen dat Tyrannosaurus rex niet alleen de apexpredator was, maar zelfs het enige grote roofdier — uitgaande van de gedachte dat Nanotyrannus slechts een jonge Tyrannosaurus vertegenwoordigde. Dakotaraptor vult het hiaat tussen het gigantische roofdier Tyrannosaurus en veel kleinere maniraptoren zoals Troodon en de dromaeosauride Acheroraptor. Zeker als Dakotaraptor samenwerkte in jachtgroepen, moet hij in staat geweest zijn vrij grote prooi te doden en was daarmee een concurrent van jongere tyrannosauri totdat die een lengte van zo'n negen meter hadden bereikt. Bij de jacht werd de opgeheven tweede voetklauw gebruikt, de "sikkelklauw", die bij Dakotaraptor opmerkelijk groot was met zwaardere peesverbindingen dan bij Utahraptor en daarbij, uitzonderlijk, een snijrand bezat. De klauw was kennelijk niet alleen bedoeld om een diepe steekwond toe te brengen, maar om het weefsel van het slachtoffer open te scheuren. De derde voetklauw was daarentegen opvallend klein en kennelijk minder belangrijk voor de jacht hoewel ook die een snijrand bezat. De proporties van Dakotaraptor zijn niet dezelfde als die van Utahraptor, maar komen overeen met kleinere vormen als Deinonychus en Velociraptor. Wegens zijn aldus langere achterpoten, met ook een langer onderbeen vergeleken met het bovenbeen, was hij beter in staat te rennen en een prooi te achtervolgen. Tyrannosaurus wordt wel gezien als een jager die planteneters van een hinderlaag uit overviel. Het lijkt er echter op dat Dakotaraptor in zijn niche niet zo succesvol was. De Hell Creek Formation wordt al ruim een eeuw vrij intensief onderzocht. Dat heeft vele tientallen skeletten van Tyrannosaurus opgeleverd en tot nu toe alleen de in 2015 beschreven fragmentarische vondsten van Dakotaraptor.
Dat er een robuuste en een graciele morfe gevonden is, werd eerst verklaard door aan te nemen dat het kleinere dier simpelweg jonger was. Botonderzoek toonde echter aan dat beide vormen volwassen dieren vertegenwoordigden van minstens vijf jaar oud als we op de groeilijnen afgaan. Daarom nam het beschrijvende artikel aan dat het een geval was van seksuele dimorfie. Men onthield zich echter van een oordeel welke vorm het mannetje of het wijfje was. De precieze ouderdom van de botten was niet goed vaststelbaar. De aanwezigheid van een dichte laag van het External Fundamental System op de buitenwand bewees dat de groei al was opgehouden maar het bot was niet uitgebreid secundair omgevormd zodat de dieren niet zeer oud kunnen zijn geweest.
De ellepijp van Dakotaraptor toont papillae ulnares. Deze waren de aanhechtingspunten voor slagpennen. Dakotaraptor was als volwassen dier veel te zwaar om te vliegen. Het kan zijn dat de jongen wel althans een glijvlucht konden uitvoeren. Ook kan het een aanwijzing zijn dat Dakotaraptor afstamde van een vliegende vorm. De vleugels van Dakotaraptor kunnen voor een groot aantal andere functies gebruikt zijn dan de vlucht. Het beschrijvende artikel noemt met name het warmhouden van een nest, intimidatie, pronken en het in balans blijven als een prooi door de sikkelklauw tegen de grond gepend was. Voor deze functies is het echter niet noodzakelijk dat de slagpennen zwaar verankerd zijn via papillae. De beschrijvers vonden het daarom het waarschijnlijkst dat Dakotaraptor afstamde van een kleinere vliegende soort.